# هلگا لیندنر
هلگا لیندنر (آلمانی: Helga Lindner؛ زادهٔ ۵ مهٔ ۱۹۵۱) شناگر اهل آلمان بود.